# Allidiostoma rufum
Allidiostoma rufum är en skalbaggsart som beskrevs av Gilbert John Arrow 1904. Allidiostoma rufum ingår i släktet Allidiostoma och familjen Hybosoridae. Inga underarter finns listade i Catalogue of Life.